# The Third Day (mini-série)
The Third Day est une mini-série télévisée anglo-américaine créée par Felix Barrett (en) et Dennis Kelly pour HBO et Sky Atlantic (en), co-produite par Sky Studios (en), Plan B Entertainment et Punchdrunk International (en).
La série, composée de 6 épisodes plus un épisode spécial, est diffusée aux États-Unis sur HBO entre le 14 septembre 2020 et le 19 novembre 2020 puis au Royaume-Uni avec un jour de décalage sur Sky Atlantic,.

## Synopsis
La série est séparée en trois parties inter-connectées.
La première, « Été », réalisée par Marc Munden (en), suit Sam (interprété par Jude Law), un homme attiré par une île mystérieuse au large des côtes anglaises où il rencontre un groupe d'insulaires soucieux de préserver à tout prix leurs traditions.
La seconde, « Automne », est diffusée en direct sous la forme d'un évènement de douze heures filmé en plan séquence sur l'île.
La troisième, « Hiver », réalisée par Philippa Lowthorpe, suit Helen (interprétée par Naomie Harris), une étrangère qui vient sur l'île en quête de réponses, mais dont l'arrivée précipite une bataille acharnée pour décider de son sort.

## Production
La série est commandée en juin 2019 avec l'annonce de Jude Law dans le rôle principal. Marc Munden (en) est engagé pour réaliser les trois premiers épisodes scénarisés par Dennis Kelly. En juillet de la même année, Katherine Waterston, Paddy Considine et Emily Watson rejoignent la distribution,. Naomie Harris et John Dagleish s'y ajoutent en août, avec Philippa Lowthorpe à la réalisation des trois derniers épisodes de la série. Kit de Waal (en) et Dean O'Loughlin rejoignent Kelly pour co-scénariser deux épisodes.
La série se déroule sur l'île d'Osea, les créateurs s'appuyant sur l'histoire de Frederick Nicholas Charrington (en), philanthrope ayant acquis l'île à la fin du XIXe afin d'y mener ses luttes contre les addictions et un temps une des nombreuses personnes suspectées d'être Jack l'Éventreur. Le tournage débute en juillet 2019 au Royaume-Uni.

## Diffusion
La diffusion de la série est prévue dans un premier temps à partir du 11 mai 2020 sur HBO et du 12 mai 2020 sur Sky Atlantic (en). En avril 2020, HBO et Sky repoussent la date de diffusion de la série, la post-production ayant été affecté par la Pandémie de Covid-19. La sortie est ensuite fixée au 14 septembre 2020 aux États-Unis et au 15 septembre 2020 au Royaume-Uni,. En France, la série est diffusée sur OCS à partir du 25 septembre 2020.
Les premiers épisodes des parties « Été » et « Hiver » sont diffusés en avant-première du Festival international du film de Toronto 2020 le 11 septembre 2020.
La seconde partie de la série, « Automne », décrite par les producteurs comme un « évènement théâtral immersif majeur » afin de permettre à ceux qui suivent The Third Day de vivre l'histoire de l'intérieur,. Le segment rassemble Jude Law ainsi que d'autres acteurs de la série et la chanteuse Florence Welch du groupe Florence and the Machine, est diffusée en direct sur Sky Arts (en) au Royaume-Uni et en ligne sur les pages Facebook de Sky UK et HBO le 3 octobre 2020,,.

## Distribution

### Personnages principaux
- Jude Law (VF : Alexis Victor) : Sam[19]
- Katherine Waterston (VF : Claire Guyot) : Jess[19]
- John Dagleish (VF : Christophe Laubion) : Larry[19]
- Mark Lewis Jones (VF : Stéphane Bazin) : Jason
- Jessie Ross (VF : Camille Gondard) : Epona
- Richard Bremmer (VF : Gérard Sergue) : le Père
- Paddy Considine (VF : Xavier Béja) : M. Martin[19]
- Emily Watson (VF : Isabelle Gardien) : Mme Martin[19]
- Freya Allan (VF : Claire de la Rüe du Can) : Kail[20],[19]
- Börje Lundberg (VF : Christian Peythieu) : le professeur Mimir
- Florence Welch : Veronica
- Paul Kaye (VF : Thierry Perkins-Lyautey) : le Cowboy
- Naomie Harris (VF : Annie Milon) : Helen[19]
- Nico Parker (VF : Estelle Darazi) : Ellie[21]
- Charlotte Gairdner-Mihell (VF : Manon Adolphe) : Talulah

### Personnages secondaires
- Stanley Auckland (VF : Estelle Darazi) : "Nathan"
- Will Rogers (VF : Erwan Zamor) : Danny
- Amer Chadha-Patel (VF : Igor Chometowski) : le Prêtre
- Lauren Byrne : Mya
- Tom Lawrence : Tomo
- Anna Calder-Marshall (VF : Annie Balestra) : Margaret
- George Potts (VF : Gabriel Ponthus) : Alan
- Hilton McRae (VF : Philippe Ariotti) : Janny

 Source et légende : version française (VF) sur RS Doublage et Doublage Séries Database

## Épisodes
| N° | Titre original      | Réalisateur      | Scénariste(s) | Diffusion sur HBO |
| -- | ------------------- | ---------------- | ------------- | ----------------- |
| 1  | Friday – The Father | Marc Munden (en) | Dennis Kelly  | 14 septembre 2020 |
| 2  | Saturday – The Son  | Marc Munden      | Dennis Kelly  | 21 septembre 2020 |
| 3  | Sunday – The Ghost  | Marc Munden      | Dennis Kelly  | 28 septembre 2020 |

| N°      | Titre original         | Réalisateur                       | Scénariste(s)                              | Première diffusion |
| ------- | ---------------------- | --------------------------------- | ------------------------------------------ | ------------------ |
| Spécial | titre français inconnu | Felix Barrett (en) et Marc Munden | Felix Barrett, Kath Duggan et Emily Mytton | 3 octobre 2020     |

| N° | Titre original         | Réalisateur        | Scénariste(s)                                     | Diffusion sur HBO |
| -- | ---------------------- | ------------------ | ------------------------------------------------- | ----------------- |
| 4  | Monday – The Mother    | Philippa Lowthorpe | Kit de Waal (en), Dean O'Loughlin et Dennis Kelly | 5 octobre 2020    |
| 5  | Tuesday – The Daughter | Philippa Lowthorpe | Kit de Waal, Dean O'Loughlin et Dennis Kelly      | 12 octobre 2020   |
| 6  | Last Day – The Dark    | Philippa Lowthorpe | Dennis Kelly                                      | 19 octobre 2020   |

## Accueil
Plusieurs critiques rattachent la série au film The Wicker Man de Robin Hardy, sorti en 1973, à travers son « retour aux racines préromaines, présaxonnes, s'accompagnant de rituels inquiétants » et par là même au film Midsommar d'Ari Aster sorti en 2019,,, et plus généralement au sous-genre du folk horror,.